# توماس سوم
توماس سوم (بالفرنسية: Thomas Som)‏ هو لاعب كرة قدم كاميروني في مركز الدفاع، ولد في 5 أغسطس 1988 في إديا في الكاميرون. لعب مع نادي بارما ونادي برو باتاريا ونادي بيرغوليتزي 1932 ونادي بينيفينتو ونادي غروسيتو ونادي كومو.

## وصلات خارجية
- توماس سوم على موقع قاعدة بيانات كرة القدم.إي يو (الإنجليزية)
- توماس سوم على موقع Soccerway.com (الإنجليزية)